# Пасюта Андрій Григорович
Пасюта Андрій Григорович Народився 21 травня 1962 року в селі Ялосовецьке Хорольського району Полтавської області.

## Біографія
Пасюта Андрій Григорович народився 21 травня 1962 року в селі Ялосовецьке Хорольського району Полтавської області.

### Навчання
В 1979 році закінчив Ялосовецьку середню школу, після чого вступив на навчання в Полтавський сільськогосподарський інститут за спеціальністю інженер-механік. Здобув повну вищу освіту в 1984 році.
1984 – 1986 р.р. – служба в лавах Радянської армії.

### Трудова діяльність
З 1986 по 1989 р.р. – працював керуючим відділку №3  ДП «ДГ імені 9 Січня» в селищі Новоіванівка Хорольського району Полтавської області. 
В 1989 році на зборах трудового колективу був обраний директором Державного підприємства «Дослідне господарство імені 9 Січня» в селі Ялосовецьке Хорольського району Полтавської області, де працює і в даний час.

### Наукова робота
Працюючи в очолюваному ним сільськогосподарському підприємстві, проводив науково-практичні  досліди по покращенню виробництва  продукції та поліпшенню обробітку земельних угідь, з метою вирощування якісних сільськогосподарських культур.
В співавторстві з науковцями Харківського національного технічного університету сільського господарства імені Петра Василенка, підготував до друку кілька праць. 
В 2014 році підготував до друку статтю 	 «Определение характера износа режущих элементов почвообрабатывающих машин». 2015 рік був найбільш плідним в галузі наукових досліджень. Результатом цього стало кілька наукових статей, підготованих як самостійно, так і у співавторстві  з І. Біловод, А. О. Келемеш та А. А. Дуднік, а саме:  «Взаємозв’язок параметрів вібраційної обробки з якістю зміцнення ріжучого елементу культиваторних лап», «Взаимосвязь параметров вибрационной обработки с качеством поверхностного слоя», «Вибрационные колебания в упрочняющей обработке деталей машин», «Влияние упрочнения на качество восстановления режущих элементов почвообрабатывающих машин», «Вплив ґрунту на леза робочих органів ґрунтообробних машин», «Моделювання динаміки зношування ріжучих елементів грунтообробних машин», «Оцінка структури зміцненого шару ріжучого елементу культиваторної лапи», «Технологические способы повышения долговечности и ресурса рабочих органов почвообрабатывающих машин». В 2016 році вийшла ще одна наукова праця «Определение усилий, действующих на тыльную поверхность почвообрабатывающих рабочих органов».
В 2015 році захистив дисертацію «Розробка комплексної технології виробництва та відновлення культиваторних лап» та здобув учену ступінь  кандидата технічних наук.

### Нагороди
Неодноразово був нагороджений грамотами та відзнаками обласної та районної державної адміністрації, обласної та районної ради та Міністерства агропромислової політики України. 
В 2009 році за досягнення в розвитку аграрної галузі Андрію Григоровичу Пасюті було присвоєне звання «Заслужений працівник сільського господарства України".

### Громадська діяльність
Неодноразово обирався депутатом Хорольської районної ради. Меценат багатьох різноманітних заходів та благодійних акцій, активний учасник волонтерського руху по підтримці Збройних Сил України.